# Alizée Gaillard
Alizée Gaillard, née le 28 avril 1985 à Genève, est une mannequin suisse et haïtienne. Elle commence sa carrière de mannequin en 2005, après avoir remporté la première saison de l'émission française Top Model.

## Enfance et famille
Alizée Gaillard est née d'un père haïtien et d'une mère suisse à Genève. Elle passe sa petite enfance en Haïti. Lorsqu'elle a huit ans, sa famille retourne en Suisse et s'installe en Valais. Elle grandit avec 7 frères et sœurs.
Depuis 2013, Alizée Gaillard réside à Los Angeles. En décembre 2013, elle y épouse l'acteur américain Darrin Charles. En décembre 2020, elle donne naissance à une fille nommée Alya Star, avec son compagnon Jorge David Gafter,. Elle obtient la citoyenneté américaine en mars 2021,.

## Carrière
En 2005, elle remporte le premier cycle de l'émission française Top Model, diffusée sur M6. Elle commence une carrière de mannequin, d'abord à Paris, puis à Londres où elle est engagée par l'agence Elite. Elle travaille avec des marques comme Alexander McQueen, L'Oréal, Louis Vuitton et Prada. En parallèle, elle commence des études en sciences politiques à l'Université de Lausanne, qu'elle interrompt en 2013 pour se consacrer à la mode et au cinéma. Elle s'installe alors à Los Angeles et rejoint l'agence Wilhelmina,.
Elle obtient son premier rôle au cinéma en 2015 dans le film indépendant The Morning After,. En 2016, elle apparaît dans trois épisodes de la série Top Models, et tient un rôle non crédité dans le film Nocturnal Animals.
En 2021, Alizée Gaillard joue le rôle d'Yvonne dans la série Acapulco sur Apple TV+,.